# Lillian Adams
Lillian Adams (Chicago, 13 maggio 1922 – Los Angeles, 25 maggio 2011) è stata un'attrice statunitense che ha interpretato soprattutto ruoli televisivi.

## Filmografia parziale

### Cinema
- Lo straccione (The Jerk), regia di Carl Reiner (1979)
- Il cacciatore di taglie (The Hunter), regia di Buzz Kulik (1980)
- La mia adorabile nemica (Anywhere But Here), regia di Wayne Wang (1999)
- Magnolia, regia di Paul Thomas Anderson (1999)
- Little Nicky - Un diavolo a Manhattan (Little Nicky), regia di Steven Brill (2000)
- Kiss the Bride, regia di Vanessa Parise (2002)
- Una settimana da Dio (Bruce Almighty), regia di Tom Shadyac (2003)

### Televisione
- Have Gun - Will Travel – serie TV, episodio 3x28 (1960)
- Peter Gunn – serie TV, episodio 3x26 (1961)
- Ben Casey – serie TV, 3 episodi (1962-1965)
- Tre nipoti e un maggiordomo (Family Affair) – serie TV, episodio 1x13 (1966)
- Ai confini della realtà (The Twilight Zone) – serie TV, 1 episodio (1986)
- Sabrina, vita da strega (Sabrina, the Teenage Witch) – serie TV, 1 episodio (1998)
- Becker – serie TV, episodio 2x06 (1999)
- Tutto in famiglia (My Wife and Kids) – serie TV, 1 episodio (2003)
- Due uomini e mezzo (Two and a Half Men) – serie TV, 1 episodio (2009)
- Modern Family – serie TV, 1 episodio (2009)

### Doppiatrice
- Heavy Traffic, regia di Ralph Bakshi (1973)